# Таланж
Таланж (фр. Talange) — коммуна на северо-востоке Франции, регион Гранд-Эст (бывший Эльзас — Шампань — Арденны — Лотарингия), департамент Мозель, округ Мец, Сийон-Мозеллан. До марта 2015 года коммуна административно входила в состав упразднённого кантона Мезьер-ле-Мец (округ Мец-Кампань).

## Географическое положение
Таланж расположен в 290 км к востоку от Парижа и в 9 км к северу от Меца.

## История
- Таланж первоначально подчинялся бывшему герцогству Люксембургскому, затем провинции Три Епископства.
- Во времена Тридцатилетней войны между Таланжем и Мезьер-ле-Мец проходила мозельская языковая граница.
- После поражения Франции во франко-прусской войне 1870—1871 годов вместе с Эльзасом и департаментом Мозель был передан Германии по Франкфуртскому миру и был частью Германии до 1918 года, когда по Версальскому договору вновь перешёл к Франции.

## Демография
По переписи 2011 года в коммуне проживало 7 508 человек.

## Достопримечательности
- Следы бывшей римской дороги.
- Замок, разрушен в 1406 году, восстановлен, подвергся осаде в 1444 году.
- Церковь Жезюс-Увриер (1937) на месте разрушенной церкви Нотр-Дам (1768).